# 诺伊基兴-弗林
诺伊基兴-弗林（德語：Neukirchen-Vluyn，發音：[nɔʏˌkɪʁçn̩ˈflyːn] ⓘ）是德国北莱茵-威斯特法伦州杜塞尔多夫行政区韦瑟尔县的城市，面积43.5平方千米，2023年12月31日人口为28,110人。